# Dasyprocta fuliginosa
Dasyprocta fuliginosa là một loài động vật có vú trong họ Dasyproctidae, bộ Gặm nhấm. Loài này được Wagler mô tả năm 1832.

## Hình ảnh

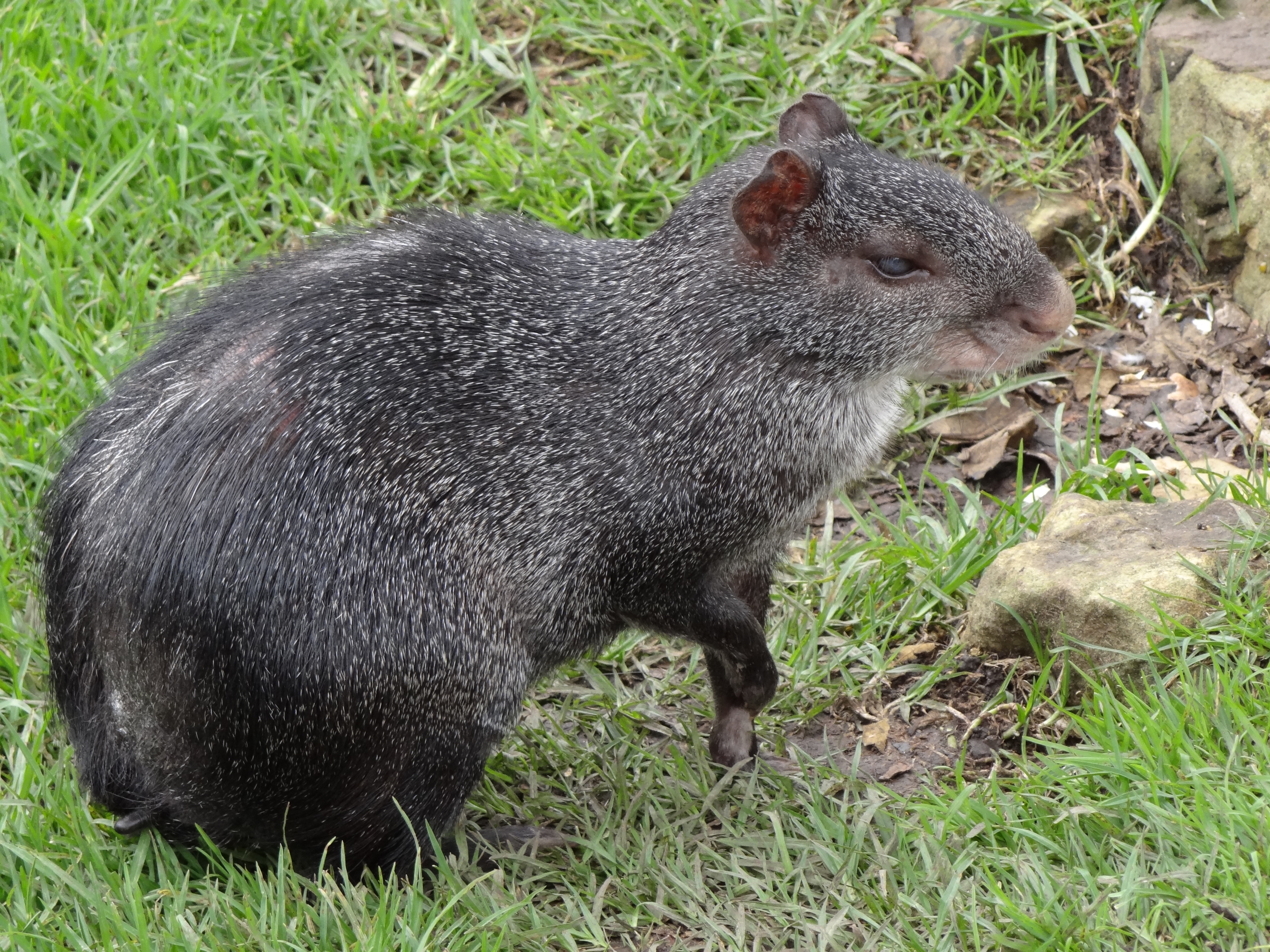
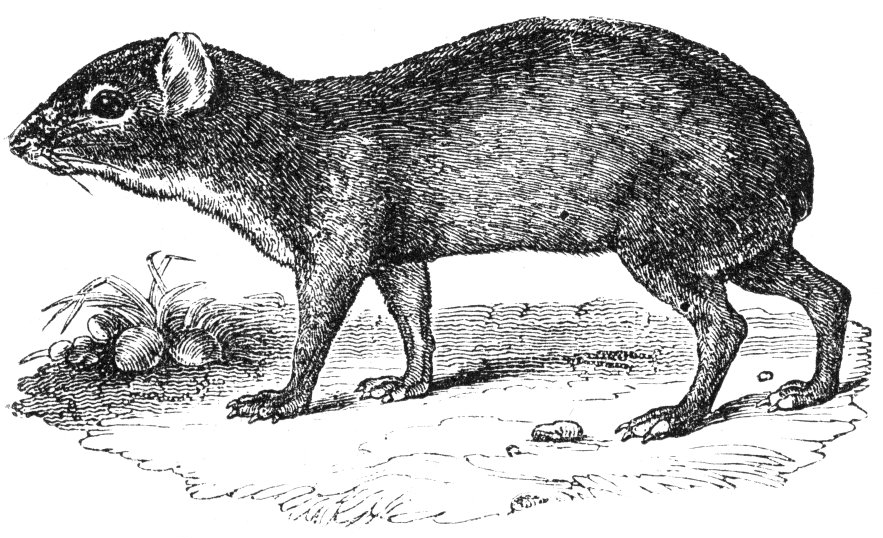
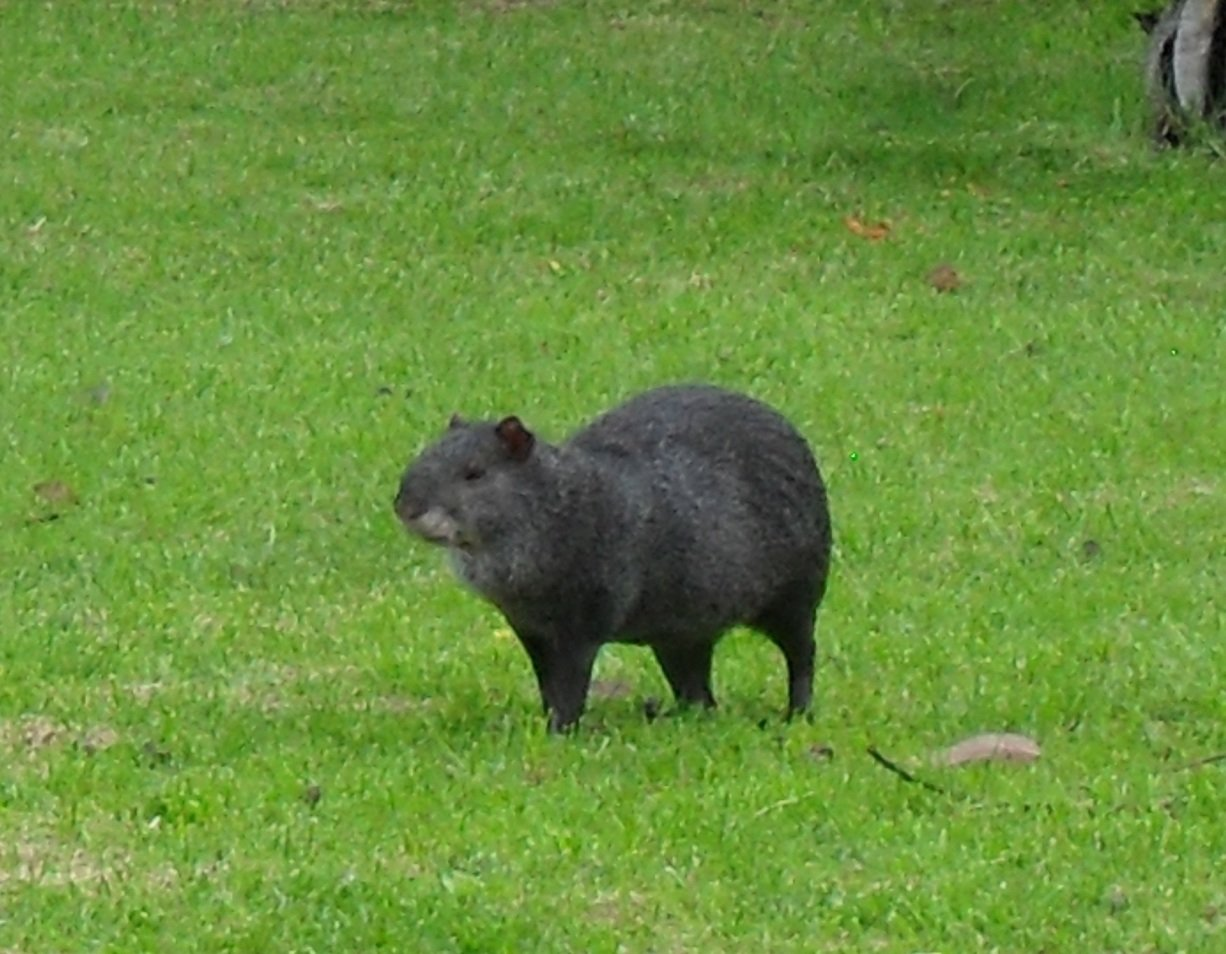
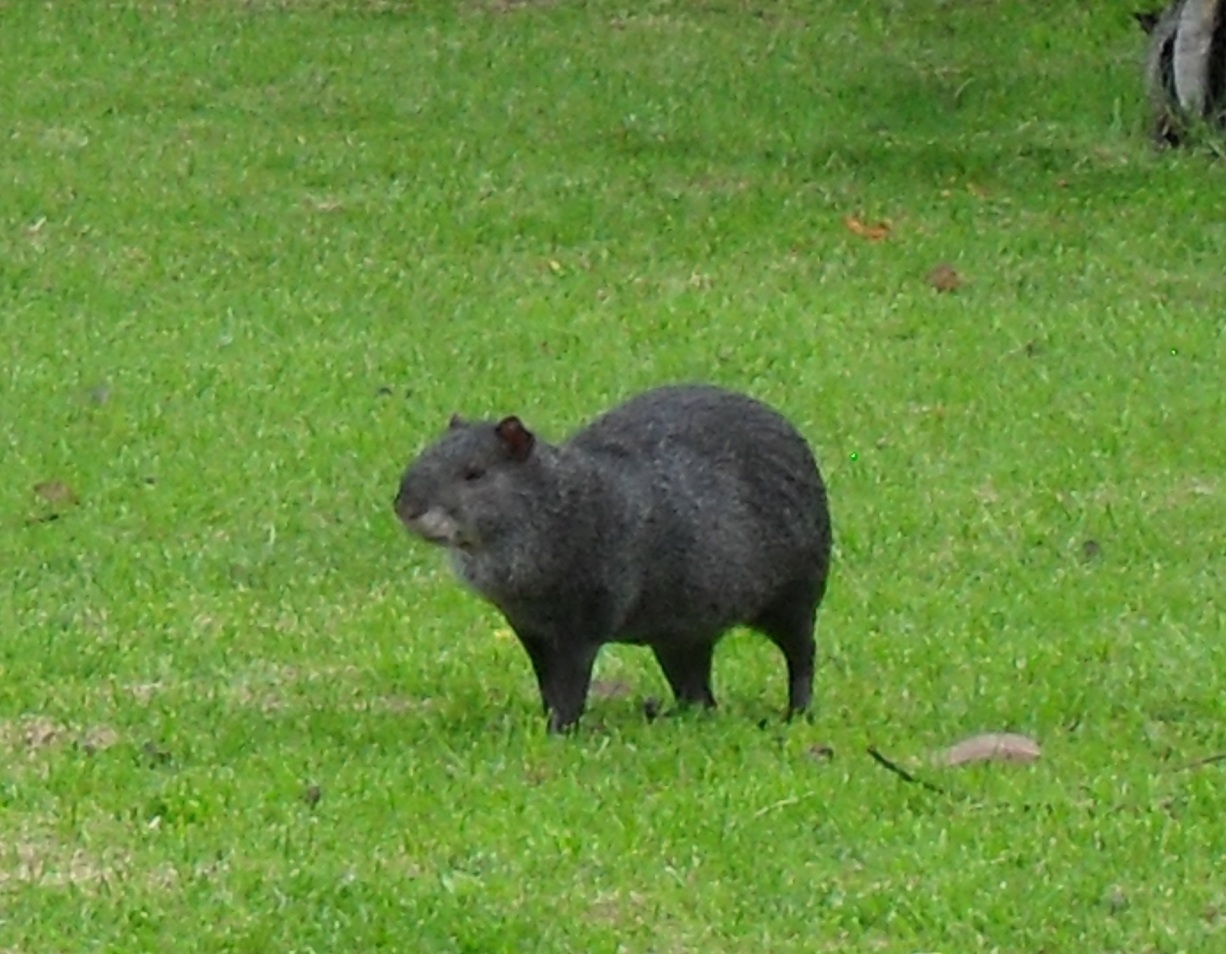